# Und die Wälder werden schweigen
Und die Wälder werden schweigen ist ein im südfranzösischen Großbauernmilieu spielendes, französisch-italienisches Filmdrama aus dem Jahre 1965. Unter der Regie von Marcel Camus spielen Hardy Krüger, Charles Vanel und Catherine Deneuve die Hauptrollen. Die Geschichte basiert auf dem Roman „Le chant du monde“ (1934) von Jean Giono.

## Handlung
Zwei Bauernclans kämpfen in den Hügeln der Haute-Provence um die Vorherrschaft in der Region. Marinau, genannt „Le Matelot“ (der Matrose), ein hartleibiger, bärbeißiger Bauer mit einem zerfurchten Gesicht wie eine Kraterlandschaft, ist besorgt, dass sein Sohn Le Besson nicht mehr heimgekehrt ist. Er war vor einigen Monaten fortgegangen, um in luftigen Berghöhen Bäume zu fällen. Mit seinem jungen Freund Antonio, der allein auf einer Insel lebt, macht sich Matelot auf die Suche nach seinem Sohn. Unterwegs treffen sie in einem Wald die junge blinde Clara, eine sehr attraktive Frau, die kurz vor der Entbindung steht. Sie helfen ihr und bringen sie bei Mutter Delarue unter. Antonio verliebt sich rasch in sie.
Beide Männer finden heraus, dass Le Besson die rassige Gina mit ihrer Einwilligung „entführt“ hat. Aber sie ist die Tochter des furchterregenden Maudru, des reichen, stämmigen Besitzers der Weiden. Gina soll Maudrus Neffen heiraten, was diese keinesfalls will. Maudru ist über Ginas Weigerung außer sich und hat nun Le Besson, der seiner Familie diese Frau vorenthält, in seinem Fadenkreuz. Mit seinen Helfern planen der Alte und sein Neffe eine gnadenlose Menschenjagd gegen Le Besson. Damit wird ein Krieg zwischen den beiden Bauernsippen ausgelöst, der bald tragische Züge à la Romeo und Julia entwickelt. Le Besson kann einer ihm gestellten Falle entgehen, dabei kommt aber der verhasste Neffe ums Leben.
Inzwischen sind Antonio und Matelot im Haus von Toussaint, einem buckligen Arzt und Schwager Marinaus, auf die verfolgten Besson und die junge Gina gestoßen. Der Winter hat Einzug gehalten. Maudrus Schwester Gina, genannt „die Alte“ (um sie nicht mit der anderen Gina zu verwechseln), deren Sohn, der Neffe, getötet wurde, schließt sich Maudrus Leuten an, um sich an Le Besson für den Tod ihres Jungen zu rächen. Am Ende des großen Dorffestes, wo die Bauernsippen aufeinander treffen, kommt es zum Exzess. Die Maudru-Leute erschlagen den alten Matelot, woraufhin Le Besson und Antonio zu Maudrus Bauernhof stürmen und diesen niederbrennen. Die Zeit vergeht, und die Gemüter beruhigen sich wieder. Doch das Tal ist zu klein für zwei sich zutiefst hassende Clans, und so beschließen Antonio und Clara sowie Le Besson und Gina die Gegend zu verlassen und sich auf Antonios beschaulicher Insel niederzulassen.

## Produktionsnotizen
Und die Wälder werden schweigen entstand im Frühling 1965 im ländlichen Frankreich und wurde am 7. Oktober 1965 in Paris uraufgeführt. Die deutsche Premiere war am 17. November 1967. Im DDR-Fernsehen lief er am 9. Juli 1973 unter dem Titel Die Leute vom Fluß.
Michel Choquet übernahmen die Produktionsleitung, Robert Giordani schuf die Filmbauten.

## Synchronisation
| Rolle                  | Darsteller          | Synchronsprecher |
| ---------------------- | ------------------- | ---------------- |
| Antonio                | Hardy Krüger        | er selbst        |
| Marinau, ”der Matrose” | Charles Vanel       | Eduard Wandrey   |
| Clara                  | Catherine Deneuve   | Traudel Haas     |
| Le Besson              | André Lawrence      | Randolf Kronberg |
| Gina                   | Marilù Tolo         | Renate Küster    |
| Mandru                 | Reinhard Kolldehoff | er selbst        |
| Toussaint              | Michel Vitold       | Klaus Miedel     |

## Kritiken
„Im Rahmen dieser herrlichen Landschaften, die während der vier Jahreszeiten gefilmt wurden, spielen viele Schauspieler mit unterschiedlichen Vermögen die schwierigen Giono-Bauern mit einer zu symbolischen Sprache. Charles Vanel und Hardy Kruger (doppelt) sind die Besten mit Catherine Deneuve, sehr schön und sehr bewegend in der kurzen und schwierigen Rolle einer Blinden, Engel der Sanftmut in diesem Film der Gewalt.“

Im Filmdienst heißt es: „Eine Blut-und-Boden-Saga nach dem Roman von Jean Giono, dessen mythische Stilisierung der archaischen Bauern- und Hirtenwelt unreflektiert übernommen wird. Trotz schöner Bilder herrscht pathetischer Schwulst vor.“